# Німцево (заказник)
Ні́мцево — ботанічний заказник місцевого значення в Україні. Розташований у межах Мринської сільської громади Ніжинського району Чернігівської області, на північ від села Роздольне і на захід від села Лихачів. 
Площа 338 га. Статус присвоєно згідно з рішенням Чернігівської обласної ради від 11.04.2000 року. Перебуває у віданні ДП «Ніжинське лісове господарство» (Мринське л-во, кв. 41, 44, 47, 54-58). 
Статус присвоєно для збереження кількох відокремлених частин лісового масиву з високопродуктивними насадженнями дуба. У домішку — береза, вільха. 
Через південну частину заказника проходить автошлях E101.